# Agrilus acaciae
Agrilus acaciae es una especie de insecto del género Agrilus, familia Buprestidae, orden Coleoptera.
Fue descrita científicamente por Fisher, 1928.
Se encuentra del centro de México a Texas. Se alimenta de  Acacia, Leucaena, Prosopis (Fabaceae).